# Stand (Poison)
Stand è un singolo del gruppo musicale statunitense Poison, il primo estratto dal loro quarto album in studio Native Tongue nel 1993.
Il brano, che segna il debutto del nuovo chitarrista Richie Kotzen, fonde elementi country rock con la musica gospel; vede infatti la partecipazione del coro della chiesa di Los Angeles. Raggiunse il cinquantesimo posto della Billboard Hot 100 e la quindicesima posizione della Mainstream Rock Songs. Si posizionò inoltre al venticinquesimo posto della classifica britannica e al trentanovesimo di quella svizzera.

## Tracce
1. Stand – 5:15
2. Native Tongue / The Scream – 4:52
3. Whip Comes Down – 4:06
4. Stand (Chr Edit) – 4:23

## Classifiche
| Classifica (1993)             | Posizione massima |
| ----------------------------- | ----------------- |
| Canada                        | 15                |
| Regno Unito                   | 25                |
| Stati Uniti                   | 50                |
| Stati Uniti (mainstream rock) | 15                |
| Stati Uniti (pop)             | 35                |
| Svizzera                      | 39                |